# Kartellgeschichte
Die Kartellgeschichte (oder Kartellgeschichtsschreibung; englisch cartel history) ist ein Teilgebiet der Industriegeschichte und Unternehmensgeschichte. Da Kartelle eine besondere Form von Verbänden darstellen, ist auch die Geschichte des wirtschaftlichen Verbandswesens tangiert. Sofern Kartelle eine gesamtwirtschaftliche und politische Bedeutung hatten, ist darüber hinaus die Geschichte der Wettbewerbspolitik, Ordnungspolitik, ja mehr oder weniger der gesamten Wirtschaftspolitik betroffen.

## Kriterien für die Epochengliederung
Kartelle entstehen aus marktwirtschaftlichen Bedingungen heraus zur Einschränkung von Konkurrenz und zur Wettbewerbsbeschränkung. Solche Verhältnisse bestanden mehrfach in der Geschichte, aber keineswegs kontinuierlich. Kartelle hörten üblicherweise auf zu bestehen, wenn die freie Konkurrenz durch staatliches Eingreifen beendet wurde. Dies konnte durch eine Änderung der Wirtschaftspolitik erfolgen. Auch die großen Weltkriege stellten eine Zäsur für die Kartellgeschichte dar, weil die Geschäftsabsprachen zwischen Firmen dadurch undurchführbar gemacht wurden. Ein weiteres Kriterium besonders für das 20. Jh. ist das Einsetzen oder die Durchsetzung eines allgemeinen Kartellverbots. Die trotzdem neu gegründeten oder auch illegal fortbestehenden Wirtschaftskartelle verhielten sich anders als in Zeiten der Legalität.

## Kartelle in der Antike
Während der europäischen Antike, etwa im römischen Kaiserreich bis zum 3. Jh., bestanden über einige Jahrhunderte hinweg einigermaßen marktwirtschaftliche Verhältnisse. Hier können erste Kartelle belegt werden.

## Kartelle im Mittelalter
Im Mittelalter und danach gab es in Europa Zünfte, in diesem Sinne Zusammenschlüsse von Handwerkern gleicher Branchen. Diese gelten oder galten in der Wissenschaft als kartellähnlich oder mit Kartellen vergleichbar. Im Bergbau des Spätmittelalters gab es bereits straff organisierte Vertriebskartelle, beispielsweise das Salz-Syndikat der Königreiche Frankreich und Neapel von 1301, oder das Alaun-Kartell von 1470 zwischen dem Vatikan und dem Königreich Neapel. Beide Verbände besaßen eine gemeinsame Verkaufsorganisation für die jeweilige Gesamtproduktion, die Societas Communis Vendicionis.

## Kartelle im 19. Jh. bis ca. 1870
Der Wiener Kongress schuf eine europäische Friedensordnung mit relative stabilen Wirtschaftsbeziehungen. Kartelle konnten sich in den zunehmend liberaler werdenden Volkswirtschaften herausbilden. 1828 wurde z. B. der Neckarsalinenverein gegründet, ein Verkaufskartell zwischen vier Salinenbetrieben am Neckar. Durch deren Zugehörigkeit zu insgesamt drei Staaten, nämlich den Sitzländern Großherzogtum Baden, Landgrafschaft Hessen-Darmstadt und Württemberg handelte es sich um ein internationales Kartell. Zielsetzung von Kartellen jener Zeit war in erster Linie die Stabilisierung der wirtschaftlichen Verhältnisse gegenüber konjunktureller Volatilität durch gezielte Produktions- und Marktregulierung auf einem auskömmlichen Preisniveau. Kartelle mit der Zielsetzung einer Monopolisierung von Märkten und Preismaximierung bildeten eher die Ausnahme.

## Kartelle von ca. 1870 bis zum Ersten Weltkrieg
Im letzten Drittel des 19. Jh. wurde das Vereinigungsstreben der Unternehmer gleicher Branche zu einer um sich greifenden Massenbewegung, zur Kartellbewegung. Kartellvereinigungen entwickelten sich seit dem späten 19. Jahrhundert in nahezu allen Branchen und vielen Ländern zu einer regulären Form der firmenübergreifenden Kooperation. Besonders ausgeprägt war die Kartellbewegung in Deutschland und Österreich. Bis zum Zweiten Weltkrieg galt das Deutschland als das „klassische Land der Kartelle“, bis zum Ersten Weltkrieg aber in Konkurrenz mit dem ebenfalls sehr kartellfreudigen Österreich. Auch die USA durchliefen im letzten Drittel des 19. Jh. eine Phase intensiver Kartellisierung: Es war die Zeit der Robber barons, also brachialer Industrieller und Selfmademen, in der instabile Quotenkartelle (pools) bald zu horizontalen Konzernen, den Trusts, führten.
In Deutschland hatten die Unternehmer eine „ruinöse Konkurrenz“ in größerem Maße in der sogenannten Gründerkrise kennengelernt. Daraufhin und auch in den darauffolgenden Phasen wirtschaftlicher Instabilität schlossen sich zahlreiche Unternehmen der Grundstoffindustrie zu Kartellen zusammen. Von vielen Nationalökonomen war die Kartellbildung als ein Mittel gegen die Wechselbäder der Konjunktur, zur Vermeidung von Absatzkrisen und ruinösem Wettbewerb betrachtet worden. Friedrich von Kleinwächter beschrieb Kartelle als „Kinder der Not“. Dies Kartellbewegung wurde von der Reichsregierung durch eine kartellfreundliche Rechtsprechung sowie von den Banken stark unterstützt, welche die Bildung von Kartellen einer sonst fälligen Marktbereinigung durch Firmenzusammenbrüche vorzogen. Breite Gesellschaftskreise waren zunehmend von der positiven Wirkung von Kartellen überzeugt. Dazu zählten auch Arbeitnehmer und Gewerkschaften, die geregelte Märkte und Produktion dem ungehemmten Wettbewerb vorzogen, da damit mehr Arbeitsplatzsicherheit und regelmäßige Einkünfte verbunden waren. Selbst Radikalsozialisten begrüßten die Bildung von Kartellen, die darin eine Vorstufe zu dem von ihnen erhofften, finalen Zusammenbruch des Kapitalismus sahen. Ein leidenschaftlicher Anhänger von Wirtschaftskartellen nach deutschem Vorbild war unter anderem Lenin, der hierfür allerdings Begriffe wie „Kombinat“ und „Kooperative“ bevorzugte. Obwohl Kartelle in Deutschland (im Unterschied zu heute) legal waren und Rechtsschutz genossen, wurde der Terminus „Kartell“ von den Unternehmern selbst meist nicht explizit benutzt. Im Gebrauch waren Begriffe wie „Syndikat“, „Gemeinschaft“, „Konvention“, „Vereinigung“.
In der Blütezeit der Kartellbewegung entwickelte sich die sog. „Mannigfaltigkeit der Kartelle“: Es gab sehr unterschiedliche, eigentümliche Arten von Zusammenschlüssen. Sie waren in individueller Weise geografisch, preispolitisch, produkt- oder produktionsbezogen ausgerichtet und kombinierten Regelungen für verschiedene wirtschaftliche Parameter. Überwiegend aber hatten Wirtschaftskartelle dieser Epoche noch einen nationalen Charakter. Die ersten internationalen Kartelle mit deutscher Beteiligung waren das im Jahr 1881 gegründete Gasrohr-Exportkartell zwischen Großbritannien und Deutschland sowie das im selben Jahr entstandene Kesselrohr-Exportkartell zwischen Belgien, Deutschland und Großbritannien. Im Jahr 1883 folgte das Internationale Schienenkartell zunächst mit Unternehmen aus Belgien, Deutschland und Großbritannien, später kamen solche aus Luxemburg, den USA und weiteren Länder hinzu.
Weitere Beispiele für Kartelle mit Gründungsjahr ab ca. 1870: 
- Amerikanische Kartelle im Erdölbereich: Die South Improvement Company von 1871, die National Refiners Association von 1872 und weitere Zusammenschlüsse von Raffinerieunternehmen der 1870er Jahre waren Entwicklungsstufen hin zum Standard Oil Trust von 1882 und der Standard Oil Company von 1890.
- Internationales Diamantenkartell unter der Führung des Bergbaukonzerns De Beers, 1873–1992.[6]
- Internationales Aluminiumkartell, 1886–1978;
- Rheinisch-Westfälisches Kohlen-Syndikat, 1893–1945;
- Mitteldeutsches Braunkohlen-Syndikat, 1910–1913 als GmbH, 1919–1945 staatliches Zwangssyndikat;
- Chemiefarben Kartelle in Westdeutschland zwischen Ende des 19. Jh. und 1926, aus denen der I.G. Farben-Konzern (1945 aufgelöst) entstand;
- Schweizerische Käseunion, von 1914 bis 1999 exklusive Vermarktung der drei Schweizer Hartkäsesorten Greyerzer, Emmentaler und Sbrinz.

## Kartellstatistik und Kartellliteratur
Die Kartelle wurden seit Ende des 19. Jh. zunehmend auch statistisch, also von ihrer quantitativen Bedeutung erfasst. Dies war die Folge eines gesteigerten politischen und wissenschaftlichen Interesses, das sich in einer Vielzahl von Publikationen und in der Herausbildung einer wissenschaftlichen Kartelltheorie niederschlug. Zwischen 1902 und 1905 fand im Deutschen Reich mit der Kartellenquete eine erste Untersuchung über die Bedeutung von Kartellen für die Volkswirtschaft statt. Die Fachliteratur zum Kartellwesen, bis in die 1930er Jahre überwiegend deutschsprachig, wurde auf ca. 1000 Monographien (bis Ende der 1950er Jahre) geschätzt.
| Jahr                  | Anzahl    |
| --------------------- | --------- |
| 1865                  | 4         |
| 1875                  | 8         |
| 1887                  | 70        |
| 1888                  | 75        |
| 1889                  | 106       |
| 1890                  | 117       |
| 1896                  | 250       |
| 1900                  | 300       |
| 1905                  | 385       |
| 1910                  | 673       |
| 1920                  | 1000      |
| 1923                  | 1500      |
| 1925                  | 2500      |
| Ende der 1930er Jahre | 2000–2500 |

Gesamtzahl der Kartelle in Europa
Ende der 1930er Jahre: ca. 10.000
Gesamtzahlen der internationalen Kartelle:
1931: 321
| Industriezweig                    | 1907 | 1925/1928 | 1935/1937 |
| --------------------------------- | ---- | --------- | --------- |
| Bergbau                           | 74   | 83        | 95        |
| Eisen- u. Stahlerzeugung          | -    | -         | -         |
| Eisen- u. Stahlwarenindustrie     | 20   | 30        | 75        |
| Metallhütten- u. Halbzeugwerke    | 10   | 31        | 80        |
| Metallwarenindustrie              | -    | 15        | 20        |
| Chemische Industrie               | -    | 70        | 75        |
| Maschinen- u. Apparatebau         | 2    | 15        | 25        |
| Elektroindustrie                  | 9    | 14        | 20        |
| Fahrzeugbau u. Schiffbau          | 7    | 11        | 15        |
| Feinmechanisch-optische Industrie | 5    | 12        | 15        |
| Textilindustrie                   | -    | 10        | 15        |
| Papiererzeugung u. Verarbeitung   | 89   | 70        | 85        |
| Glasindustrie                     | 36   | 66        | 100       |
| Lederindustrie                    | 5    | 5         | 10        |

## Kartelle der Zwischenkriegszeit (1918–1939)

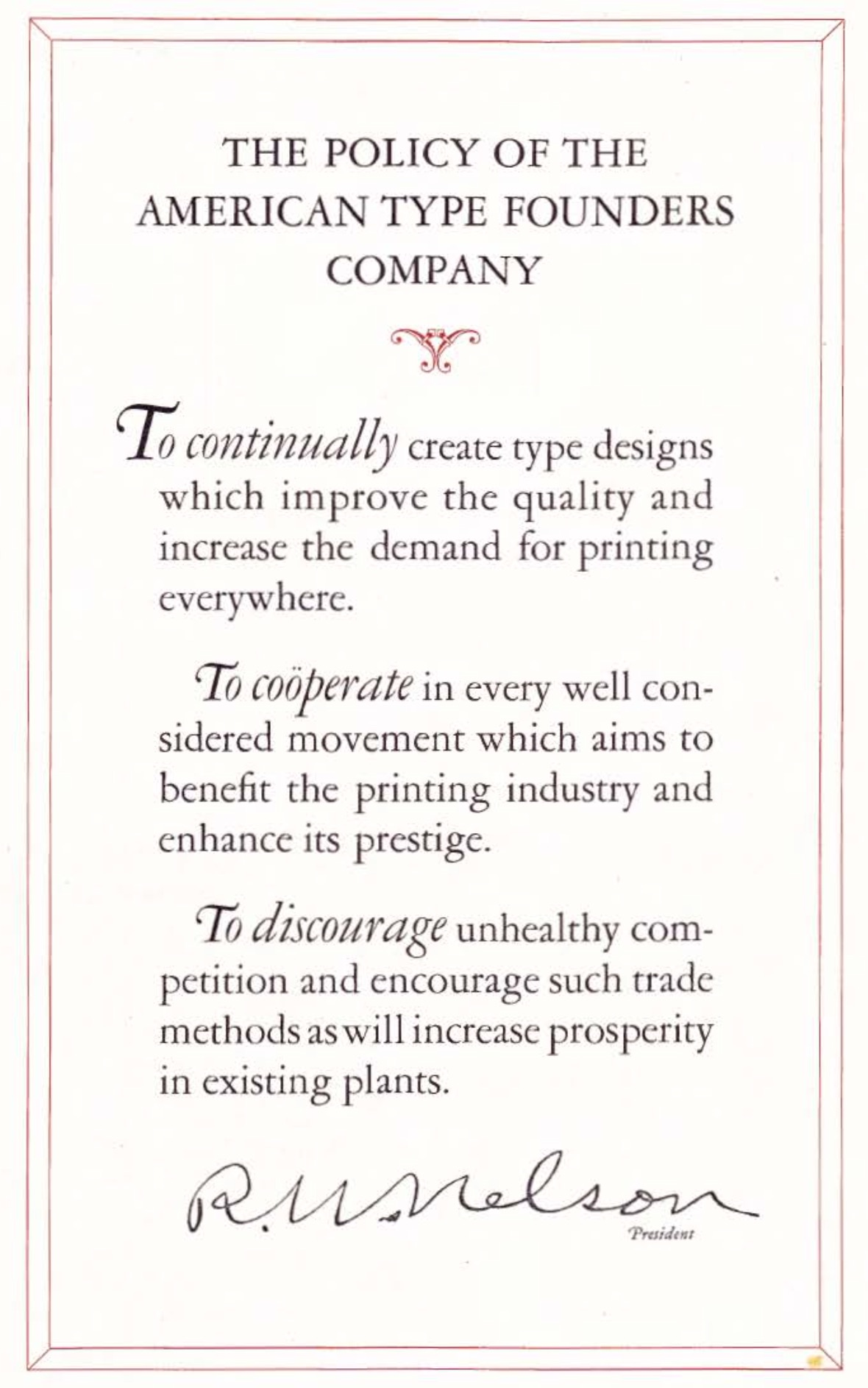
Die amerikanische Druckmaschinen-Vereinigung ATF erklärte in ihrem Jahrbuch von 1923 ausdrücklich, dass ihr Ziel 'die Entmutigung ungesunder Konkurrenz' in der Druckindustrie sei.

Nach dem Ersten Weltkrieg erlebten Kartelle eine weitere Blüteperiode, sowohl nationale wie auch internationale. Kartelle wurden die maßgebliche Form wirtschaftlicher Organisation, besonders in Europa und Japan. Internationale Kartelle wurden als Lösung für zwischenstaatliche Wirtschaftsprobleme angesehen und damit als ein Friedensinstrument. So existierten mit Beteiligung deutscher Unternehmen in der Zwischenkriegsphase des 20. Jahrhunderts mit England 22 Kartelle, mit Österreich 13 Kartelle, mit Belgien zehn Kartelle, mit Frankreich neun Kartelle.
Kartelle waren bis zum Zweiten Weltkrieg ein von den meisten Zeitgenossen aller politischen und gesellschaftlichen Richtungen in Deutschland positiv gesehenes Wirtschaftsinstrument, wenngleich auch aus unterschiedlicher Motivation: bei den einen als fortschrittliches Wirtschaftsinstrument, bei den anderen eher als erhoffte Vorstufe zum Sozialismus und Endstufe des Kapitalismus. Einer der einflussreichsten Befürworter von Kartellbildungen in Deutschland war Walther Rathenau unter dessen maßgeblicher Rigide in der Weimarer Republik unter anderem das Kohlenwirtschaftsgesetz im Jahr 1919 in Kraft trat, welches Montanunternehmen die Bildung von Zwangssyndikaten vorschrieb.
Mit der Bildung Internationalen Rohstahlgemeinschaft 1926 erfolgte ein Machtzuwachs der deutschen Schwerindustrie zur mächtigsten pressure group. Diese konnte mit internationaler Billigung nun den deutschen Inlandsmarkt monopolisieren und so u. a. eine Politik der Kontingentierung, also eine künstliche Einschränkung der Eisenproduktion betreiben.
In den 1930er Jahren nutzten autoritäre Regime wie Nazi-Deutschland, Italien unter Mussolini und Spanien unter Diktator Franco das Kartellinstrument, um ihre kapitalistische Planwirtschaft zu organisieren. Die Machtübernahme durch die Nationalsozialisten führte zu erweiterten staatlichen Eingriffsmöglichkeiten, änderte aber zunächst nichts Grundsätzliches am Kartellsystem. Jedoch führte ab 1939 die Mobilisierung und Umstellung der deutschen Volkswirtschaft auf totale Kriegsproduktion zu einer Reorganisation des Wirtschaftslenkungsapparats, womit im Zuge der sogenannten Kartellbereinigung bis März 1944 die Auflösung von etwa 90 % aller deutschen Kartelle verbunden war. Die Vereinigten Staaten verharrten in der Zwischenkriegszeit (resp. seit Ende des 19. Jh.) in tiefer Ambivalenz gegenüber unternehmerischen Zusammenschlüssen (Kartelle oder Konzerne). Phasen von Opposition gegen wirtschaftliche Konzentration wurden abgelöst durch relativ tolerante Perioden.
Beispiele für Kartelle der Zwischenkriegszeit:
- Phoebuskartell: ein Kartell zwischen internationalen Glühlampenherstellern, bestand zwischen 1925 und 1955;
- Achnacarry-Abkommen, ein geheimes Erdölkartell, 1928–1939;
- Schweizer Bierkartell, Preis-, Gebiets- und Normenabsprachen in der Schweiz von 1935 bis 1991.

## Kartelle nach dem Zweiten Weltkrieg
Bereits während des Zweiten Weltkriegs hatten sich die Vereinigten Staaten für eine Liberalisierung der Märkte national und weltweit starkgemacht, was wesentlich die Allianzen von Unternehmern betraf. Nach 1945 wurden unter dem Druck Washingtons Kartelle in vielen Ländern der Erde grundsätzlich verboten.
Für die amerikanische Regierung gehörte die Abschaffung der Kartelle in Deutschland neben der Entnazifizierung, Demilitarisierung und Föderalisierung Deutschlands zu den politischen Nachkriegsprioritäten. 1947 verbot die amerikanische Militärregierung Kartelle und die britische und französische Militärregierung folgten diesem Schritt. Auf Betreiben des ordoliberalen Wirtschaftsministers Ludwig Erhard blieben Kartelle trotz des Widerstandes des Bund der Industriellen auch im bundesdeutschen Gesetz gegen Wettbewerbsbeschränkungen von 1957 verboten. In der sowjetischen Besatzungszone erfolgte im November 1946 auf Anweisung der SMAD ebenfalls die Auflösung aller Kartelle.
Beispiele für ausländische und internationale Kartelle der Nachkriegszeit:
- Australisches Luftfahrt-Kartell. Dies war im Rahmen der Zwei-Fluglinien-Strategie (englisch Two Airlines Policy) ein durch staatliche Regulierung gedeckter Zusammenschluss der privaten und der staatlichen Passagierfluglinie innerhalb Australiens, 1947–1990.
- Kanadisches Ahornsirup-Kartell, organisiert von der „Federation of Quebec Maple Syrup Producers“, bestehend seit 1958.
- Internationales Mineralölproduzenten-Kartell OPEC (Organization of the Petroleum Exporting Countries), bestehend seit 1960.
- Internationales Urankartell: frühe 1960er Jahre bis 1974.[21]
- Europäisches Chininkartell: 1958 bis 1969.[22]
- Europäisches Lkw-Kartell, 1997 bis 2010.

Beispiele für deutsche Kartelle der Nachkriegszeit:
- Fünf westdeutsche Zementsyndikate, die 1963/67 vom Bundeskartellamt verboten wurden.
- Deutsches Stickstoffsyndikat, das 1973 von der EWG verboten wurde.